# رضا رضاپور
رضا رضاپور، معلم، صداپیشه و بازیگر ایرانی سینما، تلویزیون و تئاتر بود. او در سال ۱۳۲۲ در مشهد متولد شد و فعالیت هنری خود را از ۱۶ سالگی با بازیگری در مجموعه تئاترگلشن مشهد آغاز کرد. رضاپور از سال ۱۳۴۴ به استخدام آموزش و پرورش درآمد و در سال۱۳۷۳ از این وزارتخانه بازنشسته شد.

## آثار
رضاپور در دو دهه ۴۰ و ۵۰ ستاره بی بدیل صحنه بسیاری از تئاترهای مطرح مشهد بود که هرکدام جایگاه ویژه‌ای در تئاتر کشور داشتند. از مطرح‌ترین آثار صحنه‌ای آن زمان می‌توان به «مرتاض» منصور همایونی، «دلقک و نظامی» محمد مطیع، «اسب سفید» و «مرگ با لبخند» داوود کیانیان همراه با رضا کیانیان، «شبی که صبح نشد»، «عقل برتر از احساسات» و «آی با کلاه، آی بی کلاه» داریوش ارجمند، «قائم مقام ریاست کل» محمدعلی لطفی مقدم، «تردید قانون» فریدون صلاحی، «کلنل و پدر» تیمور قهرمان، «مکتب خانه» مصطفی هنرور و «آسدکاظم» رضا صابری اشاره کرد. او با ۵۵ سال فعالیت در نمایش‌های تلویزیونی و بیشتر از آن، رادیو، یکی از هنرمندان شناخته شده و ماندگار صداوسیمای خراسان به‌شمار می‌رود و می‌توان او را تنها بازمانده از نسل اول صداپیشگان نمایش‌های رادیویی این خطه دانست. بسیاری از مردم او را با نقش شخصیت دوست داشتنی و بی ادعای «گل مراد» می‌شناسند. رضاپور کار در رادیو را با «داستان شب» فریدون صلاحی آغاز کرد، با «گلبوته ها» به همراه رضا صابری و مهدی صباغی مطرح شد و با تولید و هنرنمایی هزاران برنامه رادیویی، به شهرت و محبوبیت رسید. از جمله آثار تلویزیونی رضاپور می‌توان به سریال‌های «فصل شکیبایی»، «کوی خاوران» و «بعد از حادثه» به کارگردانی محمدرضا زوارزاده و فیلم تلویزیونی «آخرین معجزه» به کارگردانی علی خزائی‌فر اشاره کرد که در همه آن‌ها نقش اصلی را برعهده داشت. سریال گاوصندوق به کارگردانی مازیار میری، فیلم سینمایی در آرزوی ازدواج به کارگردانی اصغر هاشمی و فیلم سینمایی گریز از شهر به کارگردانی محمدرضا صفوی از دیگر تجربه‌های بازیگری رضاپور است.

## جوایز
رضاپور در سال ۱۳۷۶ در جشنواره تولیدات صدا و سیمای مراکز استان‌ها در شیراز در رشته نقالی به مقام اول دست یافت.

## درگذشت
رضاپور از آذرماه سال ۱۳۹۲ به دلیل سکته‌های متوالی مغزی قدرت تکلم خود را از دست داده بود و صبح روز ۲۹ مهر ۹۳ به دلیل ایست قلبی در بیمارستان امام رضا درگذشت. پیکر او در قطعه هنرمندان بهشت رضا مشهد به خاک سپرده شد.